# Cenate Sotto
Cenate Sotto (lombardul: Senàt Sóta) település Olaszországban, Lombardia régióban, Bergamo megyében. Lakosainak száma 3915 fő (2023. január 1.). Cenate Sotto Torre de’ Roveri, Trescore Balneario, Scanzorosciate, San Paolo d’Argon és Cenate Sopra községekkel határos.

## Népesség
A település lakossága az elmúlt években az alábbi módon változott:
| Lakosok száma | 3790 | 3825 | 3915 |
|               | 2017 | 2018 | 2023 |